# LA Panthers
Gli LA (London Area) Panthers sono stati una squadra di football americano, di Londra, in Inghilterra; fondati nel 1985 come Peckham Panthers, furono ridenominati LA Panthers nel 1987; hanno vinto 1 titolo della Capital League.
Hanno chiuso nel 1991.

## Dettaglio stagioni

### Tornei nazionali

#### Campionato

##### BGFL Premiership
| Stagione | regular season | regular season | regular season | regular season | regular season | regular season | playoff | playoff | playoff | playoff | playoff | playoff          | playoff           |
|          | Vin            | Par            | Per            | Tot            | PF             | PS             | Vin     | Per     | Tot     | PF      | PS      | risultato        | avversaria        |
| -------- | -------------- | -------------- | -------------- | -------------- | -------------- | -------------- | ------- | ------- | ------- | ------- | ------- | ---------------- | ----------------- |
| 1988     | 8              | 0              | 0              | 8              | 199            | 101            | 0       | 1       | 1       | 6       | 19      | Ottavi di finale | East Kent Cougars |
| Totale   | 8              | 0              | 0              | 8              | 199            | 101            | 0       | 1       | 1       | 6       | 19      |                  |                   |

Fonti: Enciclopedia del Football - A cura di Roberto Mezzetti

### Tornei locali

#### Capital League
| Stagione | regular season | regular season | regular season | regular season | regular season | regular season | playoff | playoff | playoff | playoff | playoff | playoff   | playoff               |
|          | Vin            | Par            | Per            | Tot            | PF             | PS             | Vin     | Per     | Tot     | PF      | PS      | risultato | avversaria            |
| -------- | -------------- | -------------- | -------------- | -------------- | -------------- | -------------- | ------- | ------- | ------- | ------- | ------- | --------- | --------------------- |
| 1987     | 8              | 1              | 1              | 10             | 326            | 65             | 2       | 0       | 2       | 47      | 26      | Campioni  | Saint Albans Kestrels |
| Totale   | 8              | 1              | 1              | 10             | 326            | 65             | 2       | 0       | 2       | 47      | 26      |           |                       |

Fonti: Enciclopedia del Football - A cura di Roberto Mezzetti

### Riepilogo fasi finali disputate
| Anno           | Luogo | Evento           | Fase del torneo  | Incontro                            | Risultato |
| 23 agosto 1987 | Brent | Capital League   | Capital Bowl     | LA Panthers - Saint Albans Kestrels | 22 - 20   |
| 14 agosto 1988 |       | BGFL Premiership | Ottavi di finale | East Kent Cougars - LA Panthers     | 19 - 6    |

## Palmarès
- 1 Capital Bowl (1987)